# Sara Britcliffe
Sara Alice Britcliffe (née le 21 février 1995) est une femme politique britannique du Parti conservateur qui est députée pour Hyndburn de 2019 à 2024. À 24 ans, elle est la plus jeune députée conservatrice élue.

## Jeunesse
Elle fréquente l'école secondaire St Christopher's Church of England, Accrington. Son père, Peter, est conseiller du quartier Oswaldtwistle au conseil du comté de Lancashire. Elle a deux frères aînés. Sa mère Gabrielle Kroger est décédée en 2004 quand elle avait l'âge de neuf ans. Elle étudie les langues modernes à l'Université de Manchester. Elle est élue conseillère pour le quartier de St.Andrews (précédemment représenté par son père) lors des élections du conseil municipal de Hyndburn en 2018. Avant sa carrière politique, elle dirigeait une sandwicherie à Oswaldtwistle.

## Carrière parlementaire
Elle est sélectionnée comme candidate conservatrice pour la circonscription de Hyndburn le 6 novembre 2019. Son père s'y est déjà présenté aux élections générales de 1997 et 2001. Elle est élue députée aux élections générales de 2019 avec une majorité de 2951 voix (7,0%). Le siège était tenu par un député du parti travailliste depuis les élections générales de 1992. À 24 ans, elle est la plus jeune députée conservatrice élue.
Le 28 avril 2020, Britcliffe est la première députée à prononcer un discours inaugural à l'extérieur de la Chambre des communes après que la Chambre ait adopté un système dans lequel les députés pouvaient contribuer aux débats virtuellement pendant la pandémie de coronavirus.